# Reinhard Göweil
Reinhard Göweil (* 15. April 1960 in Linz) ist ein österreichischer Journalist. Er war von 2009 bis 2017 Chefredakteur der Wiener Zeitung.

## Leben
Reinhard Göweil besuchte die Sozialakademie Linz. Von 1984 bis 1988 war er Wirtschaftsredakteur für die Oberösterreichischen Nachrichten, 1988/89 leitete er die Öffentlichkeitsarbeit der Chemie Linz AG. Von 1989 bis 1994 schrieb er als Wirtschaftsredakteur für die Tageszeitung Der Standard. Anschließend leitete er das Ressort Wirtschaft der Tageszeitung Kurier.
Im Dezember 2009 wurde er als Nachfolger von Andreas Unterberger Chefredakteur der Wiener Zeitung. 2014 wurde seine Vertragslaufzeit um fünf Jahre verlängert. Nachdem Göweil mit dem Vorwurf der sexuellen Belästigung einer Journalistin gegenüber konfrontiert worden war, wurde er am 20. Oktober 2017 entlassen. Die Leitung der Redaktion wurde interimistisch von den stellvertretenden Chefredakteuren Thomas Seifert und Walter Hämmerle übernommen.
Göweil ist seit 2004 Vizepräsident des Klubs der Wirtschaftspublizisten und war Medieninhaber und Herausgeber der 2010 eingestellten Fachzeitschrift Finanznachrichten für Wirtschaftspolitik, Finanzwesen und Kapitalmarkt, die er nach dem Tod von Horst Knapp erwarb. 2018 gründete er mit finanznachrichten.at eine Nachrichtenseite für Wirtschafts- und Finanzthemen.

## Auszeichnungen
- 1996 wurde er gemeinsam mit Waltraud Langer mit dem neu geschaffenen Horst-Knapp-Preis auszeichnet.[7]

## Publikationen (Auswahl)
- 2020: Die Kunst des Brotes: Tradition, Handwerk, Leidenschaft, gemeinsam mit Jürgen Ehrmann und Erich Götzinger, mit Fotografien von Lois Lammerhuber, Brandstätter Verlag, Wien 2020, ISBN 978-3-7106-0482-9[8]